# Улица Карла Маркса (Липецк)
У́лица Ка́рла Ма́ркса — улица в Правобережном округе Липецка. Проходит вдоль Нижнего парка от площади Революции до дороги вдоль реки Воронеж (район центрального пляжа).
Улица является одной из старейших в Липецке. На плане города за 1787 год она чётко просматривается проходящей между трассами плотин Верхнего и Нижнего прудов. Окончательно сформировалась в процессе коренной перестройки Липецка в 1-й половине XIX века при реализации генерального плана города, утверждённого в 1805 году. Первоначально называлась Садовой (по располагавшемуся вдоль нечётной стороны Английскому саду, ныне Нижнему парку). В 1920-е годы переименована в честь Карла Маркса.
На месте нынешнего спорткомплекса «Динамо» (дом № 27) находился чугунолитейный завод, вагранки и литейные сараи которого были построены в XIX веке. Завод выпускал печную арматуру, колосниковые решётки и др. Он размещался на месте древнего, петровских времён, нижнего железоделательного завода.
До середины 1970 годов на чётной стороне улицы между площадью Революции и дорогой на Петровский мост сохранялась частная жилая застройка. В настоящее время жилых домов на улице Карла Маркса нет.
Также на улице (дом № 2) сохранился старинный, но кардинально переделанный дом, где находился кинотеатр «Октябрь» (см. статью «Площадь Революции»).
Вблизи от площади Революции до 1990-х годов находилось здание бывшего курзала Липецкого курорта (дом № 1 по улице; см. Площадь Революции).

## Транспорт
- Авт. 2, 6, 12, 25, 27, 30, 34, 40а, 308к, 315, 328, 351, 352, ост.: «Пл. Революции»; трол. 7, 9; авт. 6, 22, 25, 27, 30, 34, 40а, 306, 308к, 309, 322, 325, 351, 356, 359, 380, ост.: «Пл. Петра Великого».; трол. 7, 9; авт. 22, 306, 309, 325, 356, 359, 380, ост.: «Кинотеатр „Октябрь“».